# Kwast (versiering)

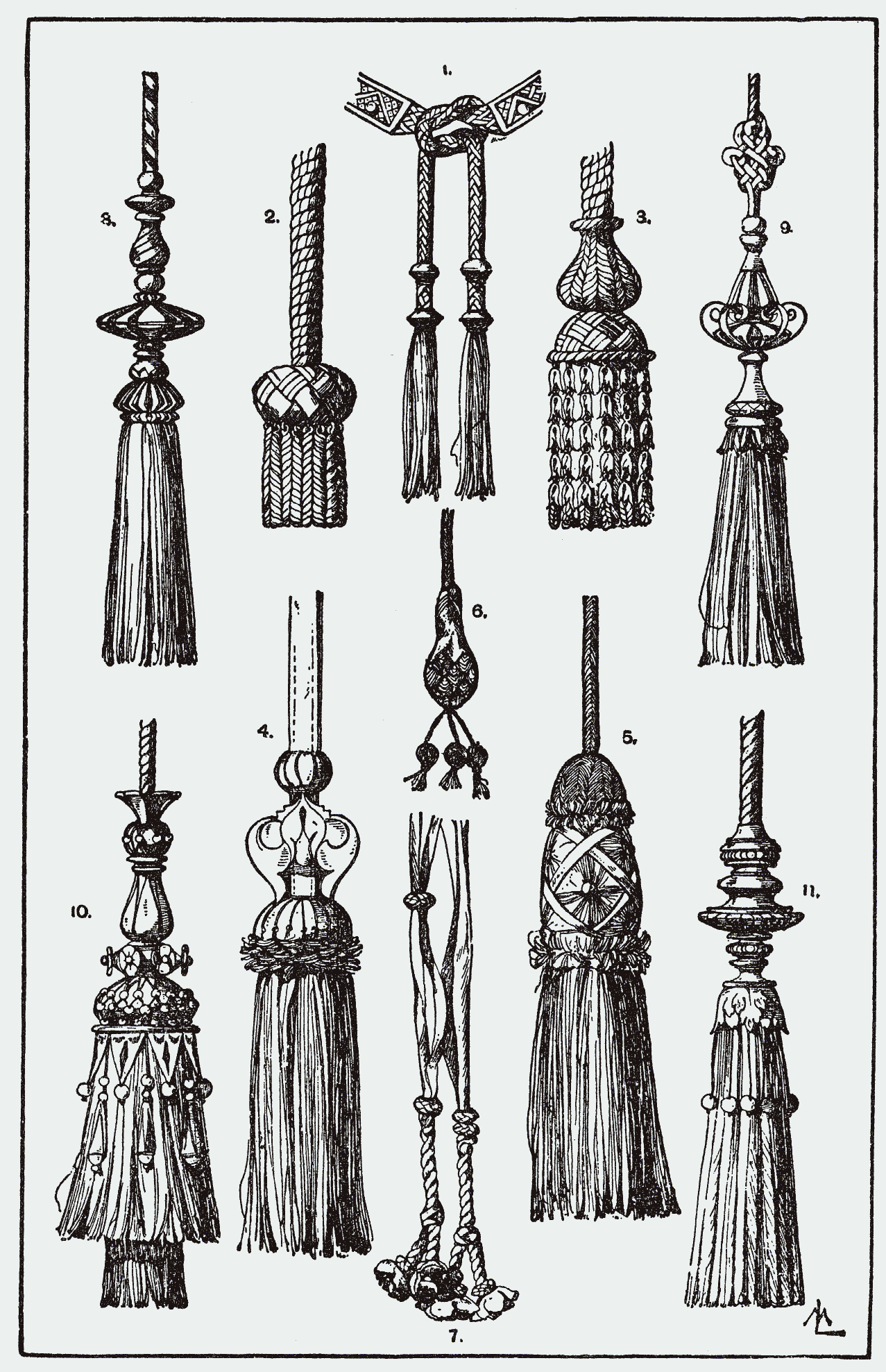
Verschillende kwasten

Een kwast is een vorm van versiering, bestaande uit een knop waaraan losse draden van textiel, leer of vergelijkbaar materiaal zijn bevestigd, die geknoopt zijn en/ of naar beneden hangen. Soms zijn ze bedoeld om een mechaniek in beweging te brengen, zoals gordijnkoorden. Kwasten kunnen ook kleding versieren, onder andere hoeden, laarzen, en mantels.  In Vlaanderen wordt ook de naam 'floss' of 'floche' gebruikt.